# Dall'ombra alla luce
Dall'ombra alla luce (Road to Paradise) è un film del 1930 diretto da William Beaudine

## Trama
Allevata da due ladri, Nick e Jerry the Gent, Mary Brennan somiglia in maniera incredibile a Margaret Waring, una ricca ereditiera. Nonostante lei cerchi di opporsi, il suo "padrini" la inducono a prendere il posto di Margaret, assente da casa. George, il figlio della signora Wells, si rende conto che non si tratta della vera Margaret ma, innamoratosi della sconosciuta, non la denuncia. Quando i tre ladri cercano di aprire la cassaforte di casa Waring, ritorna improvvisamente la vera padrona di casa che Jerry ferisce. Mary, all'arrivo della polizia, accusa la ragazza ferita di essere la ladra e George, per proteggerla, non svela l'inganno. Margaret scoprirà, per merito di due medaglioni, che Mary non è altri che la sua gemella scomparsa da piccola: le due sorelle si ritrovano e cade ogni accusa. Ora Mary può sposare il suo George.

## Produzione
Il film fu prodotto dalla First National Pictures (A First National-Vitaphone Picture) (controlled by Warner Bros. Pictures Inc.)

## Distribuzione
Distribuito dalla First National Pictures, il film uscì nelle sale cinematografiche USA il 20 luglio 1930.
Nel 2011, è stato distribuito negli Stati Uniti in DVD dalla Warner Home Video.